# Swimming Pool (Cocktail)

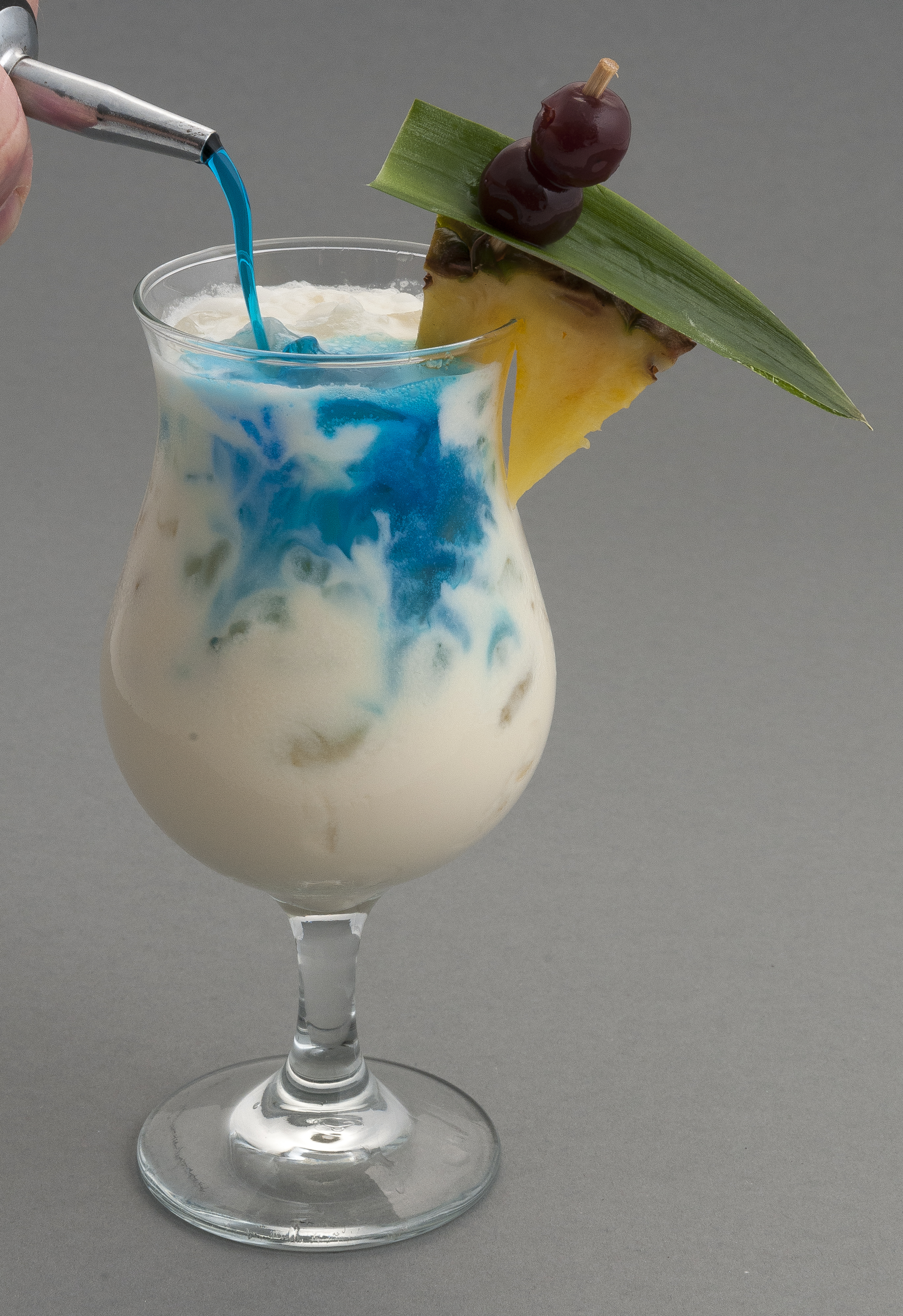
Swimming Pool beim „Floaten“ mit Blue Curaçao.

Swimming Pool ist der Name eines sahnig-süßen alkoholischen Cocktails auf Basis von weißem Rum und Wodka. Durch die Kombination von Rum mit Kokosnusscreme und Ananassaft gehört er zur Gruppe der Coladas und ist eng mit der populären Piña Colada verwandt. Gegenüber dieser wird ein Teil des weißen Rums durch Wodka ersetzt und zusätzlich ein Schuss Blue Curaçao (blauer Orangenlikör) hinzugefügt, der dem Drink die türkisblaue Färbung eines Schwimmbeckens und damit seinen Namen verleiht. Im englischsprachigen Raum ist der Cocktail auch als Blue Hawaiian bekannt (nicht zu verwechseln mit Blue Hawaii, der eine Sour-Basis hat und keine Kokosnusscreme enthält).

## Geschichte
Der „Swimmingpool“ – ursprünglich in einem Wort geschrieben und eigentlich kein Cocktail im klassischen Sinn, sondern ein sogenannter Fancy Drink – entstand 1979 in der Münchener Schumann's Bar und wurde erstmals 1984 von ihrem Betreiber, dem Barkeeper und Gastronomen Charles Schumann, veröffentlicht. Die Zutaten („4 cl weißer Rum, 2 cl Wodka, 1 cl Curaçao Blue, 2 cl Coconut Cream, 1 cl süße Sahne, 4 cl Pineapple Juice, Ananasscheibe, Cocktailkirsche“) wurden bis auf den Curaçao und das Obst im Shaker auf Eis geschüttelt und in ein randvoll mit gestoßenem Eis gefülltes bauchiges Fancy-Glas gefüllt, sodann ließ man den Curaçao darüberfließen und garnierte mit Ananasscheibe und Cocktailkirsche. In American Bar von 1991 reduzierte Schumann den Anteil des Rums zugunsten von Ananassaft und veröffentlichte die noch heute geläufige Rezeptur für seinen Swimming Pool aus je 2 cl weißem Rum, Wodka, süßer Sahne und Kokosnusscreme, 6 cl Ananassaft sowie 1 cl Blue Curaçao, der mit Stielkirsche und Ananasstück dekoriert und in seiner Bar nunmehr in einem Tumbler (Becherglas) serviert wird.
In alkoholfreien Varianten wird auf die ohnehin nicht sonderlich stark durchschmeckenden Spirituosen weißer Rum und Wodka verzichtet und anstelle des Orangenlikörs ein Blue-Curaçao-Sirup verwendet.